# Tragosoma soror
Tragosoma soror es una especie de escarabajo longicornio del género Tragosoma, tribu Meroscelisini, subfamilia Prioninae. Fue descrita científicamente por Laplante en 2017.

## Descripción
Mide 28-34 milímetros de longitud.

## Distribución
Se distribuye por Canadá y Estados Unidos.